# 鲁道夫·马丁·比利亚
鲁道夫·马丁·比利亚（西班牙語：Rodolfo Martín Villa，1934年10月3日—）是西班牙政治家，民主转型时期的关键人物之一。

## 生平
1934年10月3日生于莱昂省的圣玛丽亚-德尔帕拉莫。父亲埃米略·马丁在西班牙北部铁道公司工作。毕业于马德里大学工业工程专业。
1962年2月，他被任命名为西班牙大学工会主席，这是佛朗哥时期唯一的合法政党的大学组织。他的任期于1964年12月结束。1964年7月被任命为国家报刊、新闻与图形艺术工会主席。1965年9月至1966年7月是全国议会的巴塞罗那工会代表。
1974年5月至1975年12月担任巴塞罗那省省长。独裁者佛朗哥去世后，胡安·卡洛斯登基。他在卡洛斯·阿里亚斯·纳瓦罗政府担任工会关系大臣，任期直到1976年7月结束。
阿里亚斯·纳瓦罗辞职后，他在第一次苏亚雷斯内阁中担任内政大臣。1977年参与了民主中間聯盟的成立，并大选中当选众议院议员，代表莱昂选区。他在改组内阁继续担任内政大臣一职，负责国家内部安全，地方行政以及人权事务。他还尝试改革警察体制，但是由于军队的干预，他的措施无法实现。他的任期于1979年4月6日结束，安东尼奥·伊瓦涅斯·弗莱雷取代了其职位。
在1980年9月的改组中，他又重新被任命为地方政策大臣。1981年12月至1982年7月担任第一副首相。1982年大选的惨败导致了民主中間聯盟的解散。他加入了奥斯卡·阿尔萨加领导的人民民主党。1989年加入了人民党，同年在大选中当选议员。
此外，他还是马德里储蓄银行的董事会成员。1997年2月10日被任命为国家工业联合会主席。1997年2月至2002年5月担任恩德萨电力公司董事长。任期内将公司股份大部分私有化。2002年5月成为该公司荣誉董事。
2002年11月，加利西亚自治区海域发生威望号漏油事故。他于2003年1月被任命为政府后续问题处理专员。2006年成为收费电视运营商Sogecable董事长，任期于2010年10月结束，曼努埃尔·波兰科接替了其职位。

## 荣誉
- 大十字级圣雷蒙多·德佩尼亚福特勋章（1982年）[25]
- 大十字级卡洛斯三世勋章（1979年）[26]
- 大十字级天主教伊莎贝尔勋章（1974年）[27]
- 大十字级轭与箭帝国勋章（1971年）[28]
- 大十字级民事功勋勋章（1967年）[29]
- 荣誉指挥官级智者阿方索十世勋章（1964年）[30]
- 大十字级西斯内罗斯勋章（1963年）[31]